# Annie Cotton
Pour les articles homonymes, voir Cotton.
Annie Cotton est une chanteuse canadienne, née le 13 juillet 1975 à Montréal.

## Biographie
Elle fait ses débuts, à la télévision en tant que comédienne en interprétant Véronique de la série canadienne Watatatow.
En 1993, Annie représente la Suisse au  Concours Eurovision de la chanson et finit à la 3e place avec la chanson « Moi tout simplement ». 